# Alba Luz Ramos
Alba Luz Ramos (1949) é uma juíza nicaraguence, atualmente presidente do Supremo Tribunal de Justiça da Nicarágua (CSJ). O órgão reelegeu-a sua presidente em 2019, com Marvin Aguilar Garcia a servir como seu vice-presidente.